# جان ادوارد برنارد سیلی
جان ادوارد برنارد سیلی (انگلیسی: J. E. B. Seely, 1st Baron Mottistone; ۳۱ مهٔ ۱۸۶۸ – ۷ نوامبر ۱۹۴۷) نظامی و سیاست‌مدار اهل بریتانیا بود. وی همچنین برندهٔ جوایزی همچون نشان حمام شده‌است.